# Winschoterdiep
Le Winschoterdiep est un canal néerlandais de la province de Groningue.

## Géographie

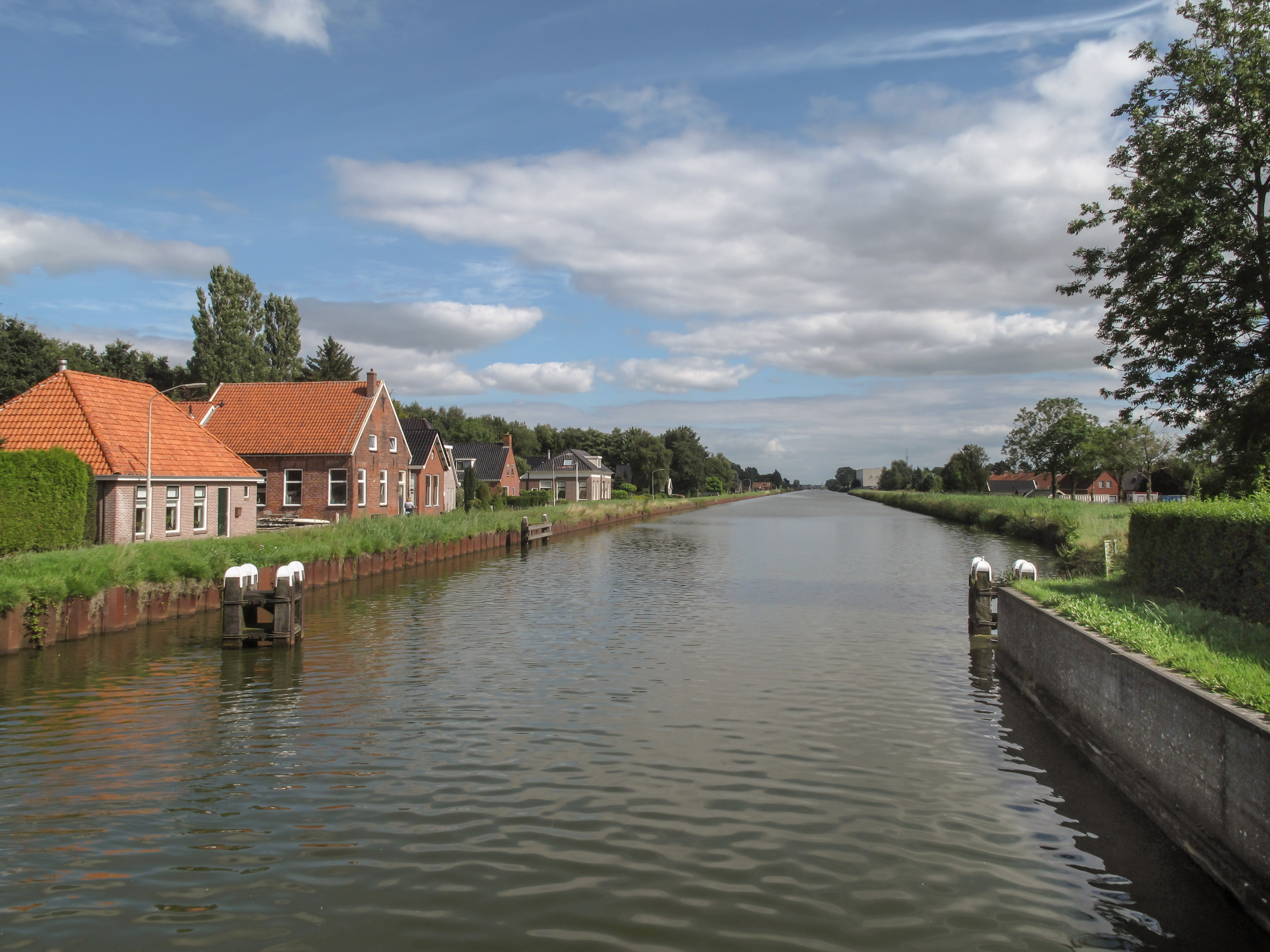
le canal près Zuidbroek

Le canal relie la ville de Groningue, où il joint le Canal de l'Ems, à la ville de Winschoten, où il communique avec le Rensel, qui le relie au Westerwoldse Aa, et par une jonction avec le Pekel A vers Oude Pekela.
À Hoogezand, le Kielsterdiep permettait de rejoindre le Grevelingskanaal et de là le Stadskanaal, jusqu'à sa fermeture en 1973. Ce canal sera rouvert à la plaisance en 2008 ; il sera alors possible de rejoindre le Zuidlaardermeer en empruntant cet embranchement.
Le canal passe à Groningue, Waterhuizen, Foxhol, Hoogezand, Sappemeer, Zuidbroek, Scheemda, Heiligerlee et Winschoten.

## Histoire
Le premier tronçon du canal à être réalisé était celui entre Foxhol et Zuidbroek, creusé entre 1618 et 1628, dans un but de désenclavement des tourbières. Entre 1634 et 1636, le Winschoterdiep a été prolongé vers l'ouest jusqu'à la Hunze et à l'est jusqu'à Winschoten et le Pekel A.
Au cours des siècles, le canal a été modifié plusieurs fois. Avant, le canal commençait à l'Oosterhaven (une partie du canal de ceinture de la ville) à Groningue, dans la continuation de l'actuel Schuitendiep. De nos jours, le début se situe environ 1,5 km plus à l'est, dans une nouvelle zone portuaire, dans la continuation du Canal Van Starkenborgh.

## Caractéristiques
La longueur du canal est de 35,5 km et le gabarit maximal est de 1350 tonnes. Le canal compte deux écluses et une porte de garde. La porte de garde doublée d'une écluse est située à la jonction avec le Canal A.G. Wildervanck ; l'autre écluse, l'Eextersluis est située à Scheemda.

## Activités
Entre Hoogezand et Waterhuizen sont situés quelques chantiers navals spécialisés dans la construction de caboteurs. La largeur des bateaux construits ici est limité par la largeur des ponts qu'ils doivent croiser avant de rejoindre la mer.

## Source
- (nl) Cet article est partiellement ou en totalité issu de l’article de Wikipédia en néerlandais intitulé « Winschoterdiep » (voir la liste des auteurs).